# Les Borges del Camp
Les Borges del Camp – gmina w Hiszpanii, w prowincji Tarragona, w Katalonii, o powierzchni 8,32 km². W 2011 roku gmina liczyła 2127 mieszkańców.